# (466522) 2014 QH377
(466522) 2014 QH377 es un asteroide perteneciente al cinturón de asteroides, descubierto el 30 de septiembre de 2003 por el equipo Spacewatch desde el Observatorio Nacional de Kitt Peak (Arizona, Estados Unidos).